# 放れ山古墳
放れ山古墳（はなれやまこふん、放レ山古墳）は、島根県出雲市下古志町にある古墳。形状は円墳。島根県指定史跡に指定されている。

## 概要
| 古墳名       | 墳形       | 石室 | 築造時期    | 史跡指定 |
| ------------ | ---------- | ---- | ----------- | -------- |
| 妙蓮寺山古墳 | 前方後円墳 |      | 6c後半      | 県史跡   |
| 放れ山古墳   | 円墳       |      | 6c後半-末   | 県史跡   |
| 宝塚古墳     | 不明       |      | 6c末-7c初頭 | 国史跡   |

島根県東部、出雲平野南部の神戸川南岸の低丘陵（妙蓮寺山）東端上（標高約10メートル）に築造された小型の古墳である。大正年間に石室が開口し、副葬品が出土している。
墳形は円形（または方形）で、直径13メートル・高さ3メートルを測る。墳丘外表で葺石・埴輪は認められていない。埋葬施設は両袖式の横穴式石室である。切石を使用した整美な石室で、玄室内には3基の有縁屍床を据える。石室内の副葬品としては、金環・ガラス玉・圭頭大刀・金銅装小刀・銀装大刀・刀子・鉄鏃・馬具・須恵器が出土している。
築造時期は、古墳時代後期の6世紀後半-末ごろと推定される。一帯では放れ山古墳のほか妙蓮寺山古墳・宝塚古墳などの後期古墳が分布しており、神戸川北岸の今市大念寺古墳・上塩冶築山古墳などに次ぐ有力者の墓群と想定される。特に放れ山古墳は、特異な石室構造と豊富な副葬品の点で注目される。
古墳域は1959年（昭和34年）に島根県指定史跡に指定されている。

## 遺跡歴
- 大正年間、石室の開口。副葬品出土[1]。
- 1959年（昭和34年）9月1日、島根県指定史跡に指定。

## 埋葬施設

石室俯瞰図

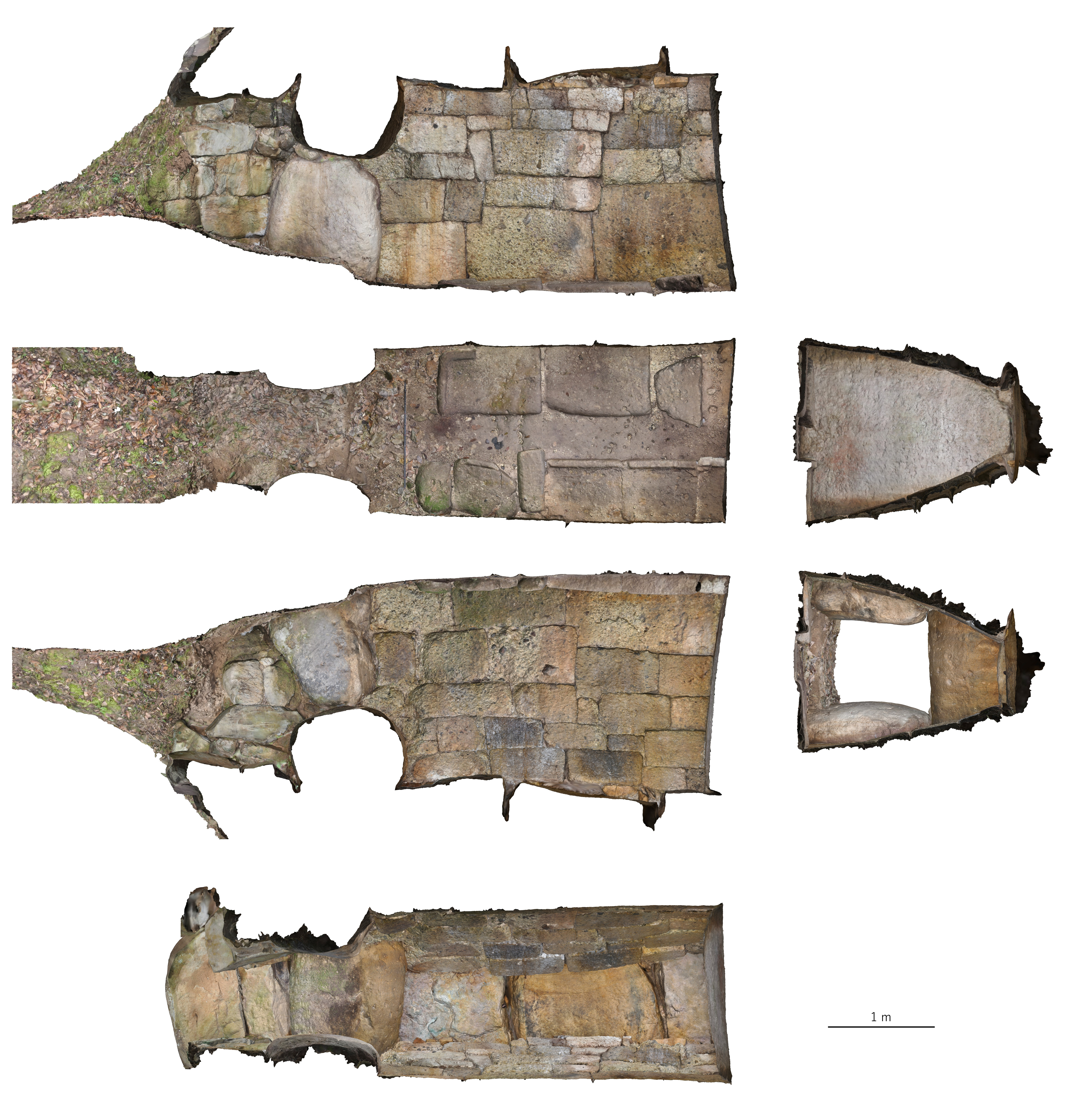
石室展開図

埋葬施設としては両袖式横穴式石室が構築されている。石室の規模は次の通り。
- 石室全長：約7メートル[2]
- 玄室：長さ3.3メートル、幅1.7メートル、高さ2メートル
- 羨道：長さ2メートル以上、幅1.1メートル、高さ1.7メートル

石室の石材は、玄室では凝灰岩の切石で、羨道では小型の切石・割石。玄室の奥壁には一枚石を立てる。側壁は5段の切組積みで、北壁では基底部にやや大型の切石を置き、南壁ではやや小型の切石を使用しており、石材を持ち送りややアーチ状を呈する。天井石には自然石を架ける。玄門には放柱状の石を立てて、その上に同形の石を架ける。
玄室内には低い縁の有縁屍床3基を据える。1基は北壁に沿い、2基は南壁に沿う。

## 出土品
大正年間に石室内から出土した副葬品は次の通り。
- 金環
- ガラス玉
- 圭頭大刀 - 北側屍床出土。
- 金銅装小刀
- 銀装大刀
- 刀子
- 鉄鏃
- 馬具類 - 北側屍床・奥壁間出土。
  - 金銅装鏡板付轡
  - 素環鏡板付轡
  - 鉄地金銅装雲珠・辻金具
- 須恵器 - 北側屍床・玄門間出土。

## 文化財

### 島根県指定文化財
- 史跡
  - 放れ山古墳 - 1959年（昭和34年）9月1日指定。